# Championnat d'Union soviétique de football 1939
Navigation
Saison 1938 Saison 1940
La saison 1939 de Grouppa A est la 4e édition du championnat de première division en Union soviétique. Quatorze clubs sont regroupés au sein d'une poule unique où ils se rencontrent deux fois dans la saison, à domicile et à l'extérieur. En fin de saison, les deux derniers du classement sont relégués et remplacés par les deux meilleurs clubs de deuxième division.
Cette saison voit la victoire du Spartak Moscou, tenant du titre, après avoir terminé en tête du classement final, avec 4 points d'avance sur le Dinamo Tbilissi et 5 sur le CDKA Moscou. C'est le 3e titre de champion d'URSS de l'histoire du club, qui enchaîne un deuxième doublé après sa victoire en finale de la Coupe d'URSS face au Stalinets Léningrad.

## Clubs participants
| Club                 | Présent depuis | Classement 1938 | Entraîneur                 |
| -------------------- | -------------- | --------------- | -------------------------- |
| Spartak Moscou       | 1936           | 1er             | Piotr Popov (ru)           |
| CDKA Moscou          | 1936           | 2e              | Mikhaïl Rouchtchinski (en) |
| Metallourg Moscou    | 1937           | 3e              | Boris Arkadiev             |
| Dynamo Kiev          | 1936           | 4e              | Mikhaïl Petchiony (ru)     |
| Dynamo Moscou        | 1936           | 5e              | Viktor Teterine (ru)       |
| Dinamo Tbilissi      | 1936           | 6e              | Mikhaïl Boutoussov (en)    |
| Dinamo Léningrad     | 1936           | 7e              | Pavel Batyrev (en)         |
| Lokomotiv Moscou     | 1936           | 8e              | Mikhaïl Souchkov (en)      |
| Torpedo Moscou       | 1938           | 9e              | Konstantin Kvachnine (en)  |
| Dinamo Odessa        | 1938           | 10e             | German Blank               |
| Stakhanovets Stalino | 1938           | 11e             | Abram Dangoulov (ru)       |
| Traktor Stalingrad   | 1938           | 12e             | Iouri Khodotov (ru)        |
| Elektrik Léningrad   | 1936           | 13e             | Konstantin Lemechev (en)   |
| Stalinets Léningrad  | 1938           | 14e             | Konstantin Iegorov (en)    |

### Changements d'entraîneur
| Club                 | Entraîneur partant        | Date de départ | Entraîneur arrivant       | Date d'arrivée |
| -------------------- | ------------------------- | -------------- | ------------------------- | -------------- |
| Torpedo Moscou       | Sergueï Boukhteïev (en)   | mai 1939       | Konstantin Kvachnine (en) | juin 1939      |
| Dynamo Moscou        | Viktor Doubinine (en)     | juillet 1939   | Viktor Teterine (ru)      | juillet 1939   |
| Stakhanovets Stalino | Grigori Arkhangelski (ru) | juillet 1939   | Abram Dangoulov (ru)      | juillet 1939   |
| Dynamo Moscou        | Viktor Teterine (ru)      | août 1939      | Lev Kortchebokov (en)     | août 1939      |
| Dynamo Moscou        | Lev Kortchebokov (en)     | septembre 1939 | Viktor Teterine (ru)      | septembre 1939 |
| Dinamo Léningrad     | Vassili Tsimmerberg       | septembre 1939 | Pavel Batyrev (en)        | septembre 1939 |

## Compétition

### Classement
Le barème de points servant à établir le classement se décompose ainsi :
- Victoire : 2 points
- Match nul : 1 point
- Défaite : 0 point